# Supaul
Supaul ist eine Stadt im indischen Bundesstaat Bihar.
Die Stadt ist Verwaltungssitz des gleichnamigen Distrikts. Supaul liegt 253 km nordöstlich von Patna. Supaul hat den Status eines City Council (Nagar parishad). Die Stadt ist in 28 Wards (Wahlkreise) gegliedert. Der Supaul Nagar parishad hatte am Stichtag der Volkszählung 2011 65.437 Einwohner, von denen 34.421 Männer und 31.016 Frauen waren.